# Campeonato Paraguayo de Fútbol 1955
El Campeonato Paraguayo de Fútbol de 1955 fue la cuadragésima quinta edición del principal torneo de fútbol de Paraguay.
El campeón del torneo fue el Club Libertad quienes obtuvieron su sexto campeonato en la primera categoría.

## Desarrollo
|  | Campeón. |

| Pos. | País                      | Partidos | Partidos | Partidos  | Partidos | Puntos |
| Pos. | País                      | Jugados  | Ganados  | Empatados | Perdidos | Puntos |
| ---- | ------------------------- | -------- | -------- | --------- | -------- | ------ |
| 1    | Club Libertad             | 20       | 15       | 2         | 3        | 32     |
| 2    | Club Olimpia              | 20       | 10       | 4         | 6        | 24     |
| 3    | Club Cerro Porteño        | 20       | 10       | 3         | 7        | 23     |
| 4    | Club Guaraní              | 20       | 8        | 5         | 7        | 21     |
| 5    | Club Sol de América       | 20       | 7        | 5         | 8        | 19     |
| 6    | Club Presidente Hayes     | 16       | 5        | 4         | 7        | 16     |
| 7    | Club Nacional             | 16       | 3        | 6         | 7        | 12     |
| 8    | Sportivo Luqueño          | 16       | 4        | 4         | 8        | 12     |
| 9    | Club Sportivo San Lorenzo | 16       | 2        | 3         | 11       | 7      |

| Bandera de Paraguay   |
| Campeón Club Libertad |
| Sexto título          |